# Sztuhna (folyó)
A Sztuhna (ukránul: Стугна) folyó Ukrajnában, a Dnyeper jobb oldali mellékfolyója, amely a forrástól a torkolatig a Kijevi területen, Kijevtől délre folyik. A Sztuha név balti eredetű.
A folyó a Dnyepermelléki-hátságon, a Fasztyivi járásban, Velika Sznyitinka falunál ered. Onnan először északkeletre, majd keletre folyik a Vaszilkivi és az Obuhivi járásban, és Ukrajinka várostól északre ömlik a Dnyeperbe. A folyó mentén fekvő jelentősebb települések: Vaszilkiv, Obuhiv és Ukrajinka városok, valamint Borova városi jellegű település. A tripilljai hőerőmű 1970-es években történt megépítése előtt a Sztuhna a Kraszna folyóba torkollott, az erőmű miatt azonban a torkolat előtt új medret alakítottak ki és közvetlenül a Dnyeperbe ömlik. Ezen a szakaszon a folyó 50–60 m szélességű, így hajózható, és egyúttal ez a szakasz népszerű üdülőövezet és horgászhely. Az Obuhivi járásban, a torkolathoz közeli részen a folyó mellett egy 58,5 ha-os védett erdő található.
A folyó hossza 69,5 km, átlagos esése 1,7 m/km. Vízgyűjtő területe 785 km². A folyó mérsékelten kanyargós. Szélessége a középső folyásnál 10 m, legnagyobb mélysége 0,80 m körüli. A folyómeder nagyrészt trapéz alakú. A folyó vize a középső és az alsó folyáson szennyvízzel szennyezett.
A Sztuhna bal oldali mellékfolyói a Zdorivka, az Ocseretyanka, a Buhajiva és a Tihany, jobb oldali mellékfolyói a Horvatka, a Csortiha, a Barahtyanka, a Rakivka és a Kobrinka.
A folyó a partján fekvő erődökkel együtt Nagy Vlagyimir óta Kijev fontos védelmi vonalának számított a sztyeppei nomád népek ellen.